# Гражданство Венгрии
Гражданство Венгрии (венг. Magyar állampolgárság) — устойчивая правовая связь лица с Венгрией, выражающаяся в совокупности их взаимных прав и обязанностей.

## Основные положения
Венгерский закон о гражданстве основан на принципе jus sanguinis (право крови). Венгерское гражданство приобретается главным образом при наличии венгерского родителя или по натурализации. Дети, родившиеся в Венгрии у иностранных родителей, обычно не приобретают венгерское гражданство. Каждый гражданин Венгрии также является гражданином Европейского Союза.
Существующий венгерский закон о гражданстве датируется 1993 годом. До этой даты правила приобретения и потери венгерского гражданства могли быть разными. В соответствии с новым законом о венгерском гражданстве, принятом в январе 2011 года, каждый человек, который был гражданином Венгрии или являлся потомком лица, являвшегося гражданином Венгрии до 1920 года или в период между 1941 и 1945 годами, может подать заявление на то, чтобы стать гражданином Венгрии, даже если он или она не живёт в Венгрии. До августа 2015 года было подано более 750 000 заявлений, и 700 000 человек получили гражданство благодаря новому закону о гражданстве. Эти люди в основном из Трансильвании (Румыния) — 300 000 человек, Воеводины (Сербия) — 130 000 и Украины — 120 000.
Венгерское законодательство допускает наличия двойного гражданства.

## Приобретение венгерского гражданства

### Гражданство с рождением или усыновлением
Лицо приобретает венгерское гражданство при рождении, если хотя бы один из родителей является гражданином Венгрии. Место рождения не имеет значения.
Дети, родившиеся в Венгрии у иностранных родителей, не приобретают венгерское гражданство при рождении, кроме случая когда они являются лицами без гражданства.
Несовершеннолетним детям, усыновленным венгерскими гражданами, как правило, может быть предоставлено венгерское гражданство.

### Натурализация
Лицо может быть натурализовано как венгерский гражданин на основании следующих требований:
- 8 лет постоянного проживания в Венгрии,
- Отсутствие уголовного прошлого,
- Стабильный доход,
- Прохождение теста по основам конституции.

Требование о проживании сокращается до 3 лет для следующих лиц:
- Супруги венгерских граждан, которые были женаты в течение трёх лет (или которые являются вдовцами или вдовами).
- Родители несовершеннолетних детей из Венгрии,
- Лица, принятые венгерскими гражданами.
- Признанные беженцы.

Закон о гражданстве в Венгрии 2011 года позволяет всем этническим венграм применять упрощенную натурализацию, если они могут доказать знание венгерского языка и предоставить доказательства того, что он или она действительно имеет венгерское происхождение.
Требование о проживании в течение 5 лет применяется к лицам, которые выполняют хотя бы один из следующих критериев:
- Родились в Венгрии;
- Проживали в Венгрии до 18 лет;
- Не имеют гражданства.

Претенденты в возрасте до 14 лет и от 60 лет и старше, а также лица с ограниченной способностью и лица, имеющие диплом по венгерскому языку (одного из венгерских учреждений), могут быть освобождены от требования изучения конституции.
В случае натурализации, гражданство может быть отозвано в течение 20 лет с момента получения, если оно было: получено с предоставлением неверных данных; получено нелегально.

## Свобода передвижения граждан Венгрии
Требования к визе для венгерских граждан являются административными ограничениями на въезд, установленными властями других государств.
В 2023 году венгры имели безвизовый доступ или визы по прибытии в 185 странах и территориях, а венгерский паспорт занимал 8-е место в мире в соответствии с индексом визовых ограничений.
Однако были введены ограничения на безвизовую поездку в США под системой ESTA, вначале в 2017 году было введено ограничение для венгерских граждан рожденных вне Венгрии. С 2017 года они обязаны получать визу, несмотря на наличие венгерского паспорта.
С 2023 введено ограничение для всех граждан Венгрии использующих систему ESTA. Максимальный срок разрешения 1 год на одно посещение.
Полный актуальный список требований к документам доступен на сайте консульской службы Венгрии

## Гражданство Европейского союза
Венгерские граждане также являются гражданами Европейского Союза и, таким образом, пользуются правом свободного передвижения и имеют право голосовать на выборах в Европейский парламент.